# Hasdrúbal el Calb
Hasdrúbal el Calb (en llatí Hasdrubal Calvus) va ser el comandant de l'expedició cartaginesa a Sardínia a la Segona Guerra Púnica l'any 215 aC.
La revolta d'Hampsícoras a Sardenya va semblar als cartaginesos el moment apropiat per reconquerir l'illa, i van enviar Hasdrúbal amb un exèrcit important igual que el que s'havia enviat a Hispània sota Magó, però una tempesta va portar les seves naus cap a les illes Balears on va haver de restar un temps. Mentrestant els afers a Sardenya van anar desfavorablement. Quan va desembarcar a l'illa es va unir a les forces d'Hampsícoras i es van dirigir a Caralis, la capital,el pretor Tit Manli Torquat els va fer front i els va derrotar. Hasdrúbal va ser fet presoner i portat a Roma on va ser part del triomf de Manli, segons diu Titus Livi.